# Новый Петергоф (станция)
Новый Петерго́ф — станция Октябрьской железной дороги, расположенная в Петродворцовом районе Санкт-Петербурга.

## История
Петергофская железная дорога относится к числу первых в России, она была построена в 1853—1857 годах, затем продлена до Ораниенбаума, впоследствии до Форта Серая Лошадь в одном направлении и станции Калище в другом. 
В 1933 году через станцию прошла электрификация от ст. Ленинград-Балтийский до ст. Ораниенбаум-I. Это был первый электрифицированный участок на Октябрьской железной дороге. Тогда напряжение в контактной сети составляло 1,5 кВ постоянного тока.
В 1948 году после разрушений в результате боевых действий во время ВОВ было восстановлено движение электросекций.
В 1967 году этот участок был переведён на напряжение 3,3 кВ постоянного тока и было запущено движение 10-вагонных электропоездов серий ЭР1 и ЭР2.
К 2003 году в честь 300-летия Санкт-Петербурга от Балтийского вокзала до Нового Петергофа и Ораниенбаума-I планировался запуск регулярного движения новых электропоездов ЭМ2 "Спутник" постройки МЛРЗ, в связи с чем была проведена реконструкция участка (заменены опоры контактной сети, устройства СЦБ и посадочные платформы). Но на регулярной основе в качестве "Спутника" проработал один единственный электропоезд под номером ЭМ2-026 в течение 2003 и 2004 годов. Далее был он был отправлен на эксплуатацию на Московское направление в депо ТЧ-10 Санкт-Петербург-Московское "Металлострой".
Станция располагается у двух путей — к Санкт-Петербургу и от Санкт-Петербурга по указанным направлениям. Платформа частично открытая, частично находится под крышей старого вокзала.

## Здание вокзала
Здание вокзала было построено в 1855—1857 годах по проекту архитектора Н. Л. Бенуа на деньги барона фон Штиглица. Общая планировка наружной части вокзала представляет собой уменьшенную копию католического собора итальянского города Орвието, в реставрации которого Бенуа принимал участие в 1843 году.
Первоначально железная дорога из Петербурга заканчивалась внутри здания вокзала, но позже, при продолжении путей в сторону Ораниенбаума, западная стена здания была разобрана.
Западный фасад — башня в четыре яруса со стрельчатыми арками для прохода поездов. Над арками расположены лоджии с колоннадой. Башня украшена ажурным парапетом с пинаклями и стрельчатыми узкими окнами. Дебаркадер перекрыт металлическими фермами. К объёму с башней примыкают двухэтажные корпуса с помещениями для работников и пассажиров. Широкие стрельчатые окна северного фасада разделены контрфорсами.
Вокзал прошёл реставрацию после Великой Отечественной войны.
С 2010 года здание вокзала не используется, построены новые пассажирские павильоны, работают автоматизированная система контроля оплаты проезда с турникетами и касса по продаже железнодорожных билетов дальнего следования. Есть зал ожидания.

## Путевое развитие
Путевое развитие представлено тупиковым путём в южной части станции, куда прибывают электропоезда сообщением Балтийский вокзал — Новый Петергоф. Кроме этого, имеется объездная неэлектрифицированная ветка, использующаяся для маневровых работ. Под основными путями станции проходит подземный пешеходный переход.

## Городской транспорт
У северной платформы — кольцо нескольких автобусных маршрутов, следующих по Петродворцовому району, а также в Ломоносовский район Ленинградской области.

## Месторасположение
Станция находится южнее Александровского парка, на Привокзальной площади города Петергофа.

## Галерея
- Общий вид станции с востока
- Общий вид вокзала
- Общий вид станции с запада
- Дебаркадер
- Вид со стороны платформы